# Madame X (film 2021)

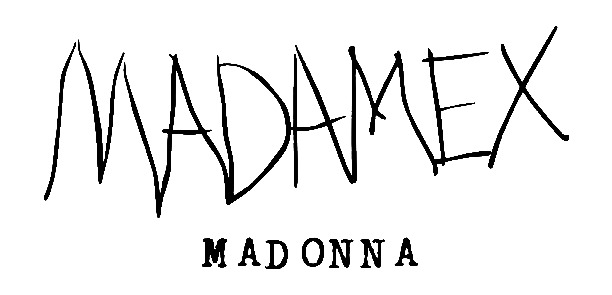

Madame X è un film-documentario del 2021 diretto da Ricardo Gomes e SKNX, distribuito in streaming da Paramount+ e MTV.

## Contenuti
Nel film diretto da Ricardo Gomes e SKNK (Sasha Kasiuha e Nuno Xico) la cantautrice statunitense Madonna racconta il suo Madame X Tour attraverso le riprese effettuate nel gennaio 2020 in occasione delle due date di Lisbona, in Portogallo, al Coliseu dos Recreios.

## Produzione
La società di produzione Krypton International con sede a Lisbona si è occupata delle riprese del concerto. Nel febbraio 2021 Madonna ha realizzato dei nuovi inserti filmati da aggiungere al girato del concerto.

## Pubblicazione e promozione
La prima ufficiale del film si è tenuta il 23 settembre 2021 al Paradise Club in cima all'hotel Times Square Edition a New York City. È stato pubblicato in streaming l'8 ottobre 2021 su Paramount+ (e su MTV nelle regioni in cui Paramount+ non è disponibile). Un album live di accompagnamento è uscito lo stesso giorno del film con il titolo Madame X: Music from the Theater Xperience.
La pellicola è stata proiettata in occasione di tre eventi esclusivi: l'8 ottobre al Le Grand Rex di Parigi, il 9 ottobre al NiteOwl Drive-In di Miami e il 10 ottobre al TCL Chinese Theatre di Los Angeles. L'8 ottobre Madonna è anche comparsa durante il The Tonight Show Starring Jimmy Fallon per promuovere il film. In seguito si è esibita a sorpresa presso il The Red Rooster ad Harlem (New York) in Dark Ballet, Crazy, Sodade e La Isla Bonita e poi ha cantato Like a Prayer davanti alla Chiesa Episcopale St. Andrew's.

## Scaletta
1. Madame X Manifesto
2. God Control
3. Vatican's Speech
4. Dark Ballet
5. Human Nature/Express Yourself
6. Vogue
7. I Don't Search I Find/Polaroid Moment
8. American Life
9. The Coffin
10. Batuka
11. Fado Pechincha
12. Killers Who Are Partying
13. Crazy
14. Welcome to My Fado Club/La Isla Bonita
15. Medellín/Beer Bitch Segment
16. Extreme Occident
17. Breathwork/Rescue Me
18. Frozen
19. Come Alive
20. Future
21. Like a Prayer
22. I Rise
23. Ciao Bella